# 呼家楼駅
呼家楼駅（こかろうえき）は、中華人民共和国北京市朝陽区に位置する、北京地下鉄6号線、北京地下鉄10号線の駅である。

## 駅構造
10号線は相対式ホーム2面2線を有する地下駅である。

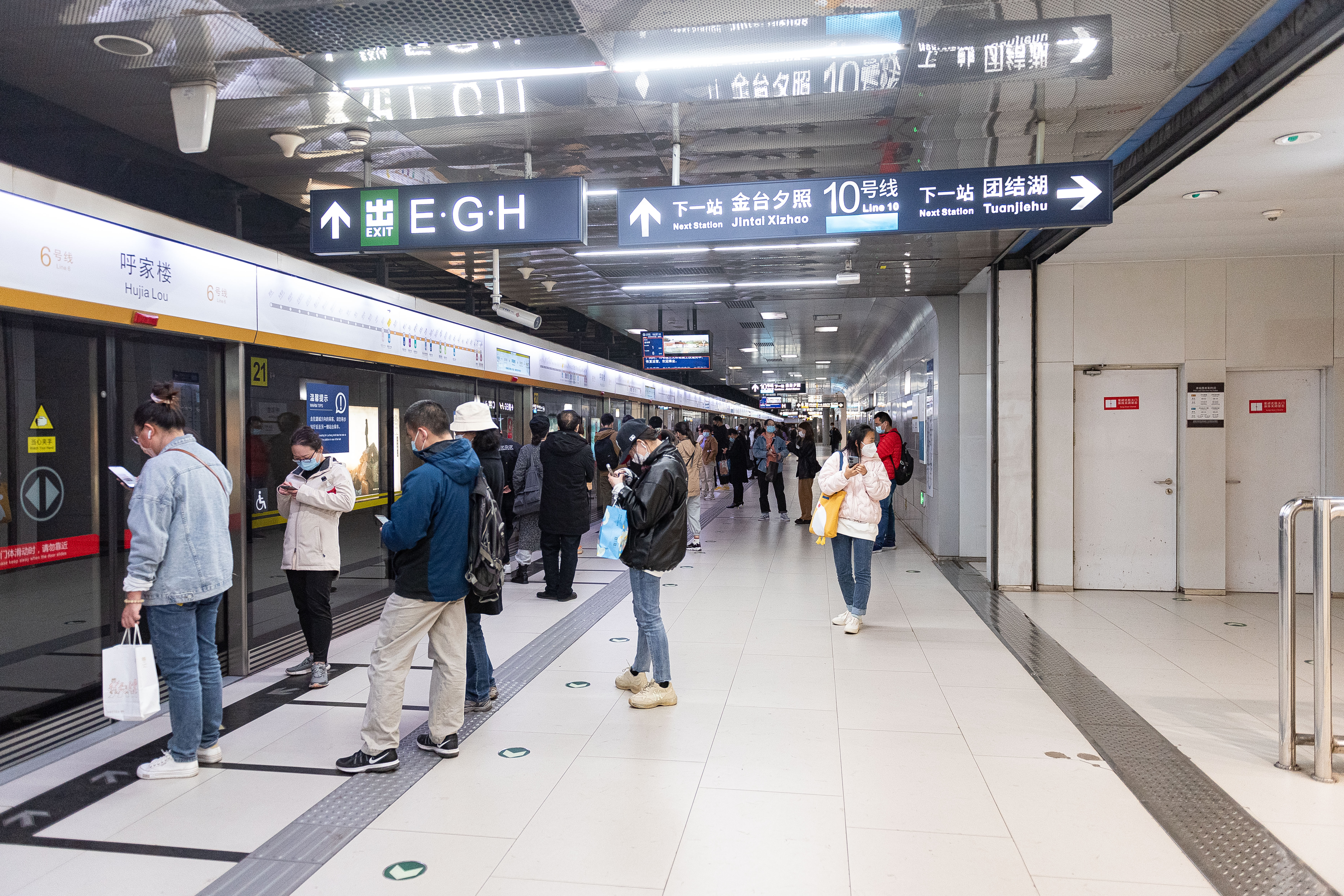
6号線ホーム
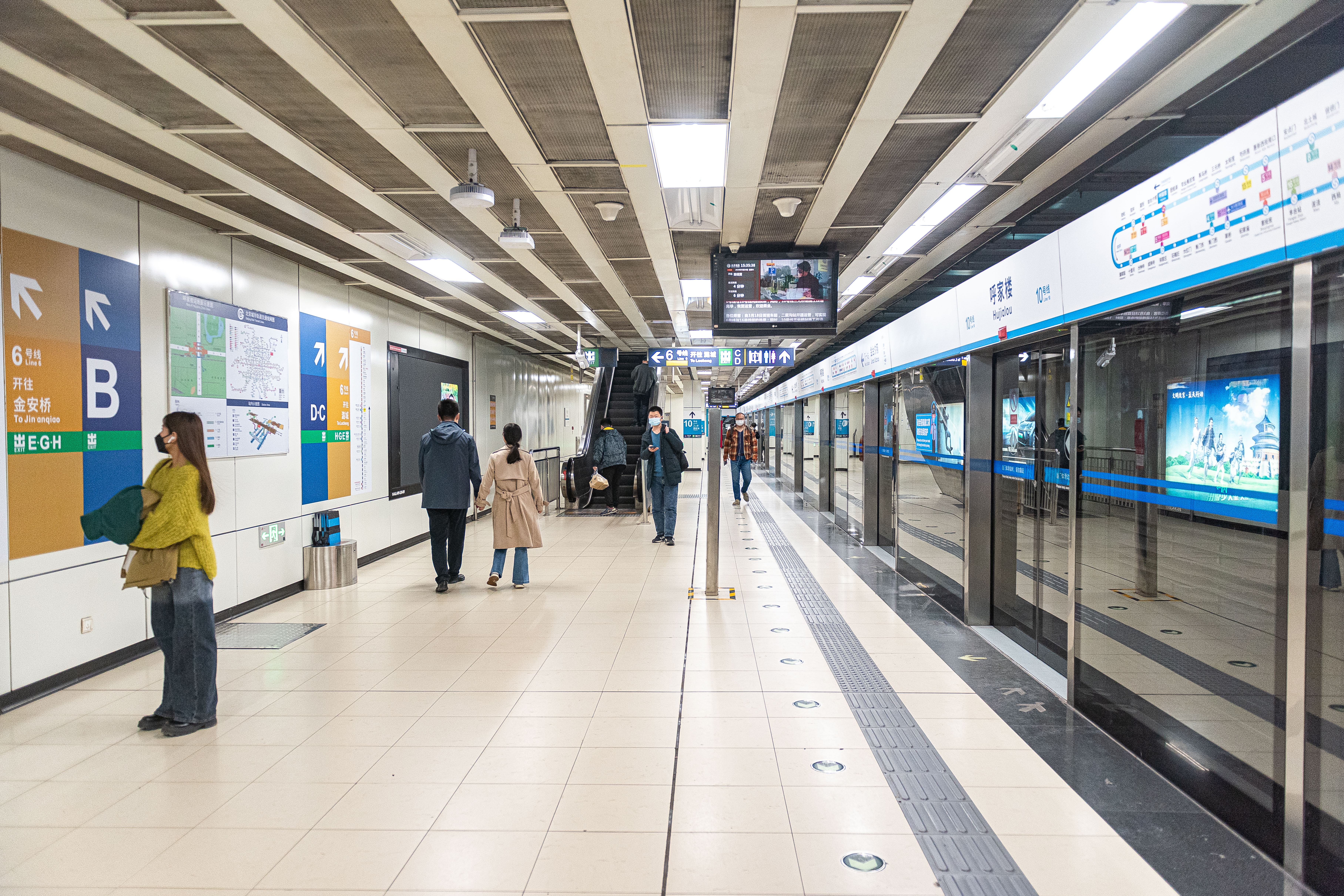
10号線ホーム

## 駅周辺
- 団結湖公園（中国語版）

## 歴史
- 2008年7月19日 - 10号線開業。
- 2012年12月30日 - 6号線開業。

## 隣の駅
北京地下鉄
■6号線
東大橋駅 - 呼家楼駅 - 金台路駅
■10号線
団結湖駅 - 呼家楼駅 - 金台夕照駅
座標: 北緯39度55分19秒 東経116度27分20秒 / 北緯39.92196度 東経116.4555度